# Josep de Sales i Boixadors
Josep de Sales i Boixdors (? - † Palma, Mallorca, 1831) fou un militar i polític mallorquí. Cavaller de l'Orde de Sant Joan i membre de l'Armada Espanyola, el 1787 fou alferes de fragata, el 1789 fou guardamarina, el 1805 capità de fragata i el 1811 capità de navili. Endemés, la seva germana Dionísia estava casada amb Pere Caro Sureda, marquès de la Romana.
El dia 28 d'agost de 1810 fou elegit diputat per Mallorca a les Corts de Cadis, encara que no va poder prendre possessió fins al 7 de febrer de 1811. Defensor dels interessos de les Illes, va proposar l'exempció dels drets d'importació i exportació a les illes d'Eivissa i Formentera durant 25 o 30 anys, proposta que les Corts Espanyoles van denegar. Va formar part de la comissió de Comerç i Marina i fou escollit Vicepresident de les Corts Espanyoles. Fou un dels signants de la Constitució espanyola de 1812.
En acabar el seu mandat tornà a la seva carrera militar com a capità de navili i el 1818 fou condecorat per la seva participació en la rendició de Cartagena de Indias. Després de navegar pel Nord d'Àfrica i la Mediterrània el 1823 es va llicenciar per motius familiars.